# Behāfarīd

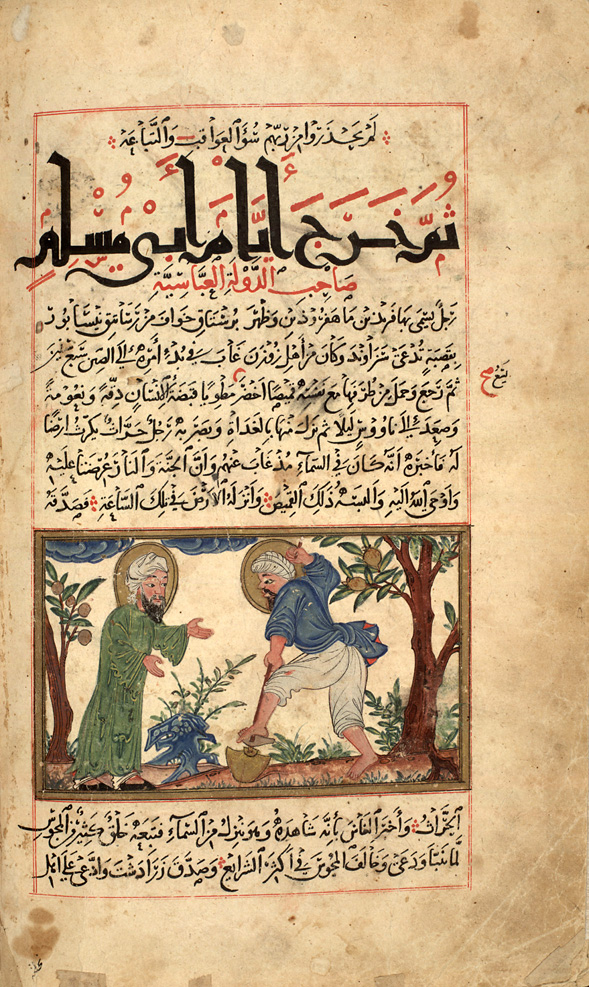
Illustrazione miniata di un manoscritto persiano dellĀthār al-Bāqiya ʿan al-qurūn al-khāliya di al-Bīrūnī che mostra Behāfarīd che convince un agricoltore a seguirlo (Scuola selgiuchide-ilkhanide).

Behāfarīd Farvardīn (in persiano به‌آفرید فروﺭدین‎)  fu un riformatore religioso persiano nato a Zōzan (Khorasan) che, dopo essere stato sette anni in Cina, verso la fine del periodo califfale omayyade si ribellò tra il 746/747 e il 748/749 al potere arabo-islamico nel Grande Khorasan.

Si dichiarò nuovo profeta a Khawāf, nel distretto (rostāq) di Nīshāpūr, radunando un gran numero di sostenitori, quasi tutti contadini.
Fu sconfitto nel 749 nella regione montuosa di Bādḡīs e quindi ucciso con gran parte dei suoi seguaci su disposizione di Abū Muslim, esortato a sbarazzarsi di Behāfarīd dai Mōbadh (sacerdoti zoroastriani) di Nīshāpūr. 
Le sue dottrine erano simili a quelle dello Zoroastrismo, con alcune norme desunte tuttavia dall'Islam (tra cui il consumo della cosiddetta zamzama, proibendo di bere vino e consumare carni di animali sacrificati in maniera non rituale, di contrarre matrimonio tra consanguinei, obbligando i fedeli a eseguire sette preghiere al giorno in faccia al Sole, a versare un'elemosina legale, limitando a 400 dirham l'ammontare della dote da versare alla futura moglie): elementi tutti che costituivano un evidente tentativo sincretico di far convivere tra loro Zoroastrismo e Islam.